# Mieleńska Łąka
Mieleńska Łąka (pot. Mienia, do 1945 niem. Schulzen Werder) – niezamieszkana wyspa Międzyodrza w południowej części jeziora Dąbie. Jedna z trzech (obok Sadlińskich Łąk i Czaplego Ostrowa) dużych wysp w delcie ujściowej Regalicy (Mieni). Administracyjnie leży w Szczecinie na osiedlu Międzyodrze-Wyspa Pucka (dzielnicy Śródmieście). 
Po stronie zachodniej od Ostrowa Mieleńskiego oddziela ją Przekop Mieleński, po stronie północno-zachodniej od Wielkiej Kępy – ujściowy odcinek Duńczycy i Duńczyca Wschodnia, po południowej opływają ją wody Parnicy uchodzącej w południowo-wschodnim narożniku wyspy do Regalicy (Mieni), za którą na wschód od Mieleńskiej Łąki leży wyspa Sadlińskie Łąki. Od strony jeziora Dąbie, na północy wyspy znajduje się Zatoka Jesietrza. 
Nazwę Mieleńska Łąka wprowadzono urzędowo w 1949 roku, zastępując poprzednią niemiecką nazwę Mölln-Wiese.